# Тимашевка (Акмолинская область)
Тимаше́вка (каз. Тимашевка) — село в Атбасарском районе Акмолинской области Казахстана. Административный центр Ярославского сельского округа. Код КАТО — 113867100.

## География
Село расположено на берегу реки Ишим, в центральной части района, на расстоянии примерно 14 километров (по прямой) к юго-востоку от административного центра района — города Атбасар.
Абсолютная высота — 278 метров над уровнем моря.
Климат холодно-умеренный, с условно хорошей влажностью. Среднегодовая температура воздуха положительная и составляет около +4,1°С. Среднемесячная температура воздуха в июле достигает +20,7°С. Среднемесячная температура января составляет около -14,7°С. Среднегодовое количество осадков составляет около 395 мм. Основная часть осадков выпадает в период с июня по июль.
Ближайшие населённые пункты: село Магдалиновка — на западе, село Родионовка — на востоке.

## Население
В 1989 году население села составляло 1196 человек (из них русские — 31 %, украинцы — 23 %, немцы — 20 %).
В 1999 году население села составляло 925 человек (463 мужчины и 462 женщины). По данным переписи 2009 года, в селе проживало 738 человек (371 мужчина и 367 женщин).
| Численность населения | Численность населения | Численность населения |
| 1989                  | 1999                  | 2009                  |
| --------------------- | --------------------- | --------------------- |
| 1196                  | ↘925                  | ↘738                  |

## Улицы
- ул. Бейбитшилик,
- ул. Гагарина,
- ул. Достык,
- ул. Есиль,
- ул. Жайлау,
- ул. Орталык,
- ул. Тауелсиздик.